# 刘春 (1918年)
刘春（1918年—2007年8月17日），原名刘长春，河北黄骅人，中国共产党官员、中国人民解放军开国少将、中华人民共和国政治家和外交官。

## 生平
1935年9月至1937年7月在北平北大附中读书期间参加了一二·九运动，1936年4月参加中华民族解放先锋队。
七七事变后，日军占领了北平，刘长春流亡到济南，经“民先”山东省队长孙陶林介绍，认识了中共泰安临时县委书记鲁宝琪，被介绍到泰安的武训小学任教，1937年11月加入中国共产党，和周明、蒋平一起组成武训小学党支部，开展抗日救亡宣传、组织工作。1937年12月27日接到了山东省委直接领导的徂徕山起义的通知，和武训小学师生上了徂徕山，参与创建山东八路军抗日游击队。为表示迎接新的斗争生活，以及避免和著名短跑运动员刘长春重名，改名刘春。任八路军山东人民抗日游击队第4支队特务连副班长、政治战士、连政治指导员、支部书记。1938年7月至11月任第4支队4团3营政治教导员，第3支队独立营政治教导员。1938年11月至1939年1月任第3支队8团政治处主任。1939年1月至1940年5月任八路军山东纵队第4支队教导大队3营政治教导员、总支书记。1940年5月至1943年2月任第4支队政治部组织科科长、党委委员；教导第1旅政治部组织科副科长、科长。1943年2月至1945年10月任鲁南军区第3团政治委员。1944年8月至1945年8月任中共鲁南第一地委书记、鲁南军区第一军分区副政治委员兼政治部主任。
第二次国共内战时期，1945年10月至1947年3月任山东野战军第8师政治部副主任、师政治部主任。1947年3月至1949年9月任华东野战军第三纵队政治部主任。1949年初随三纵改编为第三野战军第二十二军任军政治部主任。1949年9月任第三野战军特种兵纵队副政治委员兼政治部主任。
中华人民共和国成立后，任三野特纵政治委员，华东军区炮兵党委书记。1952年7月入朝任中国人民志愿军炮兵指挥所政治委员、志愿军党委委员、志愿军炮兵党委书记。1956年6月至1960年9月任中国人民解放军宣化炮兵学院教务处主任，中国人民解放军军事学院炮兵系政治委员、党委书记，中国人民解放军宣化炮兵学院副政治委员、党委副书记。1960年6月至1961年底任中国人民解放军炮兵政治部主任、炮兵党委委员。
1961年3月8日，中华人民共和国政府与老挝王国政府就互设经济、文化代表团问题换文。1961年4月25日，中华人民共和国总理周恩来与应邀访华的老挝王国政府首相梭发那·富马亲王在杭州发表《中华人民共和国国务院总理周恩来和老撾王国政府首相梭發那·富馬亲王联合声明》，两国政府决定正式建立外交关系并且互换大使级外交使团。1961年10月中国驻越南大使何伟兼任中国驻老挝经济文化代表团团长，另从解放军炮兵选调刘春转入外交部工作，任中国驻老挝经济文化代表团副团长、代团长，主持日常工作。1962年6月22日，老挝王国三方面同意组成临时民族团结政府。1962年6月23日中华人民共和国外交部长陈毅打电报给老挝临时民族团结政府外交大臣贵宁·奔舍那，通知他中国政府决定承认老挝临时民族团结政府，并建议互派大使。1962年7月2日，老挝王国临时民族团结政府代理首相苏发努冯亲王宣布临时政府同中华人民共和国建立大使级外交关系。1962年7月4日，刘春任中华人民共和国驻老挝王国大使馆临时代办。1962年9月7日，中华人民共和国政府和老挝王国政府发表联合公报，两国政府同意建立正式的外交关系，并互派大使级外交代表。1962年10月至1967年1月担任第一任中华人民共和国驻老挝王国特命全权大使、大使馆党委书记。在老挝抗美战争的亚热带丛林密营中渡过了5年战争岁月。1967年1月至1972年5月任中华人民共和国外交部亚洲司司长、党委书记。1972年5月至1976年3月任中华人民共和国驻土耳其共和国首任特命全权大使、使馆党委书记。1976年5月至1979年10月任中华人民共和国驻坦桑尼亚联合共和国特命全权大使（接替李耀文）、使馆党委书记，其中，1978年4月至1979年9月兼任中华人民共和国驻塞舌尔共和国首任特命全权大使、使馆党委书记。1980年4月至1982年8月任中华人民共和国驻阿拉伯埃及共和国特命全权大使（接替姚广）、使馆党委书记。1982年8月至1986年任外交学院院长、党委书记。1988年后，他历任中国亚非学会副会长、中东学会会长、中国老挝友协会长。1994年10月正部级离休。2007年8月17日在北京逝世，享年89岁。
1955年9月被授予少将军衔。荣获二级独立自由勋章，一级解放勋章。1988年7月被中央军委授予中国人民解放军二级红星功勋荣誉章。中国人民政治协商会议第六届全国委员会委员。